# 伊號第百五十五潛艦
| 初代「伊55」時代（1928年頃） | |
| 艦歷                         | |
| 计划                         | 大正12年度艦艇補充計画                                                                                              |
| 开工                         | 1924年4月1日 |
| 下水                         | 1925年9月2日 |
| 就役                         | 1927年9月5日 |
| 除籍                         | 1945年11月20日 |
| 结局                         | 1946年5月 在伊予灘遭海没処分                                                                                        |
| 性能諸元                     | |
| 排水量                       | 基準：1635吨 常備：1800吨 水中：2300吨                                                                              |
| 全長                         | 100.58米 |
| 全幅                         | 7.98米 |
| 吃水                         | 4.83米 |
| 动力                         | ズルツァー式3号柴油机2基2軸 水上：6800馬力 水中：1800馬力                                                           |
| 速度                         | 水上：20.0节 水中：8.0节                                                                                            |
| 续航距離                     | 水上：10节下10000海里 水中：3节下90海里                                                                             |
| 燃料                         | 重油：241.8吨 |
| 乗員                         | 63名 |
| 兵装                         | 40口径十一年式12cm单装砲1門 留式7.7mm機枪1挺 53cm鱼雷发射管 艦首6門、艦尾2門 六年式魚雷16枚 Kチューブ（水中聴音機） |
| 备注                         | 安全潜航深度：60m                                                                                                   |

伊号第一五五潜水艦（いごうだいひゃくごじゅうごせんすいかん）是日本海軍的一艘潜水艦。伊一五三型潜水艦（海大III型a）的3号舰。竣工時的艦名为伊号第五五潜水艦（初代）。

## 艦歷
- 1924年（大正13年）4月1日 - 在吴海军工厂开工。最初的艦名为第七八潜水艦。
  - 11月1日 - 改名为伊号第五五潜水艦。
- 1925年（大正14年）9月2日 - 下水
- 1927年（昭和2年）9月5日 - 竣工。编入第18潜水隊[2]。
- 1932年（昭和7年）2月10日 - 在五島灘大立島南方演習中，由于船舵发生故障，引起左舷後部与伊54的艦首发生衝突致使艦尾的横舵保護機发生変形。回到佐世保进行修理，其间编入预备艦[2]。
- 1936年（昭和11年）7月23日 - 在寺島水道停泊时，遭遇強烈台風袭击而触礁。
  - 7月31日 - 離礁返回吴工廠进行修理
  - 12月起编入预备艦[2]。
- 1941年（昭和16年）12月1日 - 配属至第4潜水战隊第18潜水隊，从三亚出航。参加马来亚战役[3]。
  - 12月20日 - 抵达金兰湾[3]。
  - 12月29日 - 从金兰湾出航，在邦加海峡方面活動[3]。
- 1942年（昭和17年）1月12日 - 从金兰湾出航，在新加坡方面活動[3]。
  - 2月4日 - 击沉荷兰船「VAN LANSBERGE」[4]。
  - 2月7日 - 击沉荷兰船「VAN CLOON」（06°18′S 111°36′E / 6.300°S 111.600°E）[4]。
  - 2月13日 - 攻击油船，但战果未被确认[4]。
  - 2月18日 - 攻击商船，但战果未被确认[4]。
  - 2月21日 - 抵达西里伯斯岛凝望灣（英语：Staring-baai）[3]。
  - 3月10日 - 編入吴镇守府部隊[3]。
  - 3月25日 - 吴入港[3]。
  - 5月20日 - 改名为伊号第一五五潜水艦。
  - 5月22日 - 被派遣往北方，从吴港出航。
  - 5月26日 - 从横須賀出航[3]。
  - 6月2日 - 抵达幌筵島。
  - 6月7日 - 返回幌筵島进行修理[2]。
  - 6月20日 - 吴港，之后编入練習艦[3]。
- 1943年（昭和18年）4月1日 - 伊155被重新分配至吴镇守府第18潜水队
  - 4月20日 - 編入吴潜水战隊第33潜水隊
  - 5月22日 - 离开吴港前往横须贺港
  - 5月23日 - 到达横须贺港
  - 5月26日 - 离开横须贺港前往千岛群岛的幌筵島
  - 6月2日 - 抵达幌筵島片冈湾
  - 6月4日 - 离开幌筵島支援基斯卡岛
  - 6月5日 - 伊155在深海中受损，被迫返回幌筵島
  - 6月7日 - 回到幌筵島
  - 6月14日 - 为做进一步修理而离开幌筵島
  - 6月20日 - 返回吴港，此后作为训练舰使用
  - 7月28日 - 伊155被重新分配至吴守备队
  - 12月1日 - 伊155被重新分配至吴潜水战隊第18潜水队
- 1944年（昭和19年）1月31日 - 編入吴潜水战隊第19潜水隊[3]。
- 1945年（昭和20年）4月20日 - 編入吴潜水战隊第33潜水隊[3]。
  - 7月20日 - 作为预备艦系留于吴潜水学校，并在此迎来終战[3]。
  - 9月 - 在吴港投降
  - 11月20日 - 除名
- 1946年（昭和21年）5月 - 在伊予灘遭美軍海没处分。

## 歴代艦長

### 舾装員長
- 不詳

### 艦長
- 箕輪中五 少佐：1927年9月5日 -
- 平岡粂一 少佐：1927年12月1日 - 1928年12月10日
- 鍋島俊策 少佐：1928年12月10日 - 1929年11月5日
- 石崎昇 少佐：1929年11月5日 - 1930年12月1日
- 阿部信夫 少佐：1930年12月1日 -
- 新野荒太郎 少佐：1934年2月10日 -
- 玉木留次郎 少佐：1935年5月10日 - 1936年11月10日
- 山田隆 少佐：1936年12月1日 - 1937年12月15日
- 殿塚謹三 少佐：1937年12月15日 -
- 田上明次 少佐：1939年11月20日 -
- 中島清次 少佐：1941年4月28日 -
- 工藤兼男 少佐：1942年3月25日 -
- 河野昌通 少佐：1943年1月10日 -
- 早川尋匡 大尉：1945年4月30日 -